# La donna riccia/Lu pisce spada
La donna riccia/Lu pisce spada è il terzo singolo del cantautore Domenico Modugno.

## Il disco
Il disco fu stampato all'epoca dalla casa sia nel formato da 10" a 78 giri che da 7" a 45.
Modugno è autore del testo e della musica di entrambe le canzoni, e le esegue da solo, accompagnandosi con la chitarra.
I due brani ottennero un riscontro commerciale molto basso, e per questo motivo l'edizione originale di questo disco è considerata una rarità discografica: con il successo di Modugno e la riscoperta della sua produzione precedente, anche queste due canzoni vennero rivalutate, e lo stesso cantautore  le reincise entrambi in più occasioni, arricchendole con altri strumenti.
Sempre nel 1954 queste due canzoni furono pubblicate insieme a quelle del singolo seguente La sveglietta/La barchetta dell'ammuri nell'EP A72V 0036.

## I brani

### La donna riccia
Fa parte del filone di Modugno più ironico e umoristico: è da notare che, in questa versione, la canzone ha una strofa in più, quella dell'intermezzo che recita:
(da notare che tutte le reincisioni successive di Modugno saranno prive di questi versi)
La canzone ha avuto moltissime cover: da ricordare la versione di Renato Carosone (arricchita dalle vocine accelerate tipiche delle incisioni del cantautore partenopeo), e anche la versione di Edoardo Vianello, inserita nell'album "Replay-L'altra mia estate",  e dei Tinturia.

### Lu pisce spada
Il brano sul lato B, "Lu pisce spada" (ma in alcune reincisioni Modugno lo ha intitolato "’U pisci spada") invece si riallaccia ai brani di Modugno più direttamente legati alla tradizione popolare e dei cantastorie, che furono del resto la sua prima esperienza musicale, come egli stesso ha dichiarato:
La storia narrata è nota: è la tragica storia d'amore di due pesci spada; la femmina è stata catturata durante la mattanza, ed incita il maschio a fuggire, ma il pesce si lascia catturare per morire insieme a lei.
Modugno ha spesso riferito in interviste di essersi ispirato ad una storia vera, letta in un giornale; all'inizio dell'esecuzione Modugno ripete le frasi tipiche dei pescatori (Ddà jè, pigghia la fiocina, accidilu).
Al contrario di "La donna riccia", questa canzone non ha avuto riesecuzioni da parte di altri autori, fatta eccezione per il gruppo, anch'esso siciliano, dei Tinturia, forse per via dell'interpretazione, così legata ai moduli espressivi di Modugno, e dei siciliani Marta sui Tubi.